# Joan Villà
Joan Villà (Barcelona, 1940 - São Paulo, 9 de Abril de 2025) foi um arquiteto espanhol. Entre suas obras mais famosas, destacam-se: a sede do Laboratório de Habitação (1990); o Centro Integrado de Educação (1990-1992); a Moradia da Unicamp (1992); a Casa do Lago (1994); e o conjunto residencial Rua Grécia, em Cotia (2001-2002).

## Biografia
Joan Villà nasceu em Barcelona, em 1940. Em 1951, foi viver com seu pai no Brasil. Estudou arquitetura na Universidade Mackenzie, em São Paulo. Especializou-se em infraestrutura urbana no Politecnico di Milano. No princípio dos anos 1980, iniciou seu doutoramento em construção na Escola de Arquitetura de Barcelona. No final de 1985, se envolveu com movimentos sociais e cooperativas de habitação. Desde então, trabalha com protótipos pré-fabricados cerâmicos, construindo habitações sociais. Desde 1997, trabalha associado a Silvia Chile. Em 2001-2002, ambos construíram o conjunto residencial Rua Grécia, em Cotia: 24 unidades residenciais em duplex, nas cores da bandeira do Brasil, com terraço, dedicados à população de classe média baixa. O conjunto também inclui espaços comunitários. Em 2002, o conjunto residencial ganhou o prêmio Carlos Milan do Instituto de Arquitetos do Brasil/São Paulo.